# Паста коки
Па́ста ко́ки — проміжний продукт виробництва кокаїну гідрохлориду («вуличного кокаїну») з листя коки. У сухій формі містить від 40% до 91% кокаїну⁣, а також інші алкалоїди коки,такі як: екгонін, бензойну кислоту, метанол, керосин, сірчану кислоту та інші домішки.
Вживається як самостійний наркотичний засіб шляхом куріння, що викликає у курця чотири послідовних психічних стани: ейфорія, дисфорія, галюцинації та параноїдальний психоз. Зловживання викликає сильну наркотичну залежність.
У 1970-х та 1980-х роках зловживання наркотиком досягло масштабів епідемії в країнах Латинської Америки, зокрема у Болівії, Колумбії та Перу.